# Cyrtoneurininae
Cyrtoneurininae es una subfamilia de dípteros dentro de la familia Muscidae.

## Géneros
- Arthurella Albuquerque, 1954
- Cariocamyia Snyder, 1951
- Charadrella Wulp, 1896
- Chortinus Aldrich, 1932
- Cyrtoneurina Giglio-Tos, 1983
- Cyrtoneuropsis Malloch, 1925
- Mulfordia Malloch, 1928
- Neomuscina Townsend, 1919
- Neomusciniopsis Albuquerque & Lopes
- Neurotrixa Shannon Y Del Ponte, 1926
- Polietina Schnabl & Dziedzicki, 1911
- Pseudoptilolepis Snyder, 1949